# Micaela (obra de teatro)
Micaela es una obra de teatro , en cinco cuadros, divididos en dos partes, con un solo intermedio, escrita por Joaquín Calvo Sotelo e inspirada en un cuento de Juan Antonio de Zunzunegui.

## Argumento
Micaela es una joven sirvienta que se ve asediada amorosamente por los dos hijos mellizos de la familia de la casa en la que presta servicios. Micaela queda embarazada sin poder saber cuál de los dos es el padre, por lo que en una solución salomónica, se decide echarlo a suertes.

## Representaciones destacadas
- Teatro Lara, Madrid, 27 de septiembre de 1962. (Estreno).
  - Dirección: Adolfo Marsillach.
  - Intérpretes: Emma Penella (sustituida luego por Queta Claver), Ángel Picazo, Arturo López, Ángel de la Fuente.
- Teatro Maravillas, Madrid, 1969. (Reposición).
  - Dirección: Ricardo Lucia.
  - Intérpretes: Encarna Paso, Fernando Delgado, Antonio Medina, Antonio Canal.